# Ko Arima
Ko Arima (有馬 洪 Arima Kō?,  22 de agosto de 1917 - ?) fue un futbolista japonés que se desempeñaba como centrocampista.
En 1951, Arima jugó 3 veces para la selección de fútbol de Japón. Arima fue elegido para integrar la selección nacional de Japón para los Juegos Asiáticos de 1951.

## Trayectoria

### Clubes
| Club                   | País  | Año  |
| ---------------------- | ----- | ---- |
| Sankyo Pharmaceuticals | Japón | ???? |

### Selección nacional
| Selección | País  | Año  |
| --------- | ----- | ---- |
| Absoluta  | Japón | 1951 |

## Estadística de equipo nacional
| Selección de Japón | Selección de Japón | Selección de Japón |
| Año                | Part.              | Goles              |
| ------------------ | ------------------ | ------------------ |
| 1951               | 3                  | 0                  |
| Total              | 3                  | 0                  |